# مصطفی موسی
مصطفی موسی (عربی: مصطفى موسى؛ زاده ۲ فوریه ۱۹۶۲ – درگذشته ۳ اوت ۲۰۲۴) بوکسور اهل الجزایر بود.